# 12006 Hruschka
12006 Hruschka este o planetă minoră (asteroid), cu un diametru de 19,405 km, din Outer Main Belt⁠(d). A fost descoperită pe 20 iulie 1996 la Ondřejovská hvězdárna⁠(d) de Lenka Kotková⁠(d). 
Obiectul prezintă o orbită caracterizată de o semiaxă mare de 3,9855156 UAi, o excentricitate de 0,08, o înclinație de 10,28008 ° în raport cu ecliptica.